# Ejn ha-Choreš
Ejn ha-Choreš (hebrejsky עֵין הַחוֹרֵשׁ, v oficiálním přepisu do angličtiny En HaHoresh, přepisováno též Ein HaHoresh) je vesnice typu kibuc v Izraeli, v Centrálním distriktu, v Oblastní radě Emek Chefer.

## Geografie
Leží v nadmořské výšce 19 metrů v hustě osídlené a zemědělsky intenzivně využívané pobřežní nížině respektive Šaronské planině. Jižně od vesnice protéká Nachal Alexander, do kterého tu ústí Nachal Omec.
Obec se nachází 7 kilometrů od břehu Středozemního moře, cca 38 kilometrů severoseverovýchodně od centra Tel Avivu, cca 47 kilometrů jižně od centra Haify a 5 kilometrů jihovýchodně od města Chadera. Ejn ha-Choreš obývají Židé, přičemž osídlení v tomto regionu je etnicky převážně židovské. Vesnice vytváří společně s okolními obcemi Ge'ulej Tejman, Bejt Chazon, Eljašiv, Kfar ha-Ro'e, Chibat Cijon, Chogla, Cherev le-Et, Giv'at Chajim Me'uchad a Giv'at Chajim Ichud téměř souvislou aglomeraci zemědělských osad. Tento urbanistický celek je navíc na severu napojen na město Eljachin.
Ejn ha-Choreš je na dopravní síť napojen pomocí místní silnice číslo 581 a dalších místních komunikací v rámci zdejší aglomerace zemědělských vesnic. Na západě tuto aglomeraci míjí dálnice číslo 4.

## Dějiny
Ejn ha-Choreš byl založen v roce 1931. Jeho jméno vzniklo chybným překladem původního arabského místního názvu Vádí al-Chavarit.
Zakladateli kibucu byla skupina židovských přistěhovalců z Polska, která se zformovala roku 1929 v nedaleké Chadeře a na jaře 1931 se usadila v nynější lokalitě. Zakladatelé byli napojení na levicové hnutí ha-Šomer ha-Ca'ir. Šlo o první židovskou osadu v tomto regionu, která o dva roky předstihla masivní osidlovací vlnu odstartovanou v této oblasti vznikem vesnice Kfar Vitkin. Později se k prvotní osadnické skupině připojili i Židé z Československa, Rakouska, Belgie, Egyptu, Bulharska nebo Chile.
V roce 1935 zde došlo k výstavbě prvních zemědělských objektů. V roce 1947 v obci vznikla střední škola Ma'ajan.
Před rokem 1949 měl Ejn ha-Choreš rozlohu katastrálního území 1134 dunamů (1,134 kilometru čtverečního). V současnosti dosahuje správní území vesnice cca 3200 dunamů (3,2 kilometrů čtverečních). Místní ekonomika je založena na zemědělství. Působí zde i průmyslová firma na obaly.
Roku 1961 byla zprovozněna budova společné jídelny, roku 1985 vznikl objekt tělocvičny. Od roku 1991 kibuc přešel na rodinnou výchovu děti a opustil tak dosavadní model společného ubytování děti. Roku 2005 pak prošel privatizací a zbavil se většiny prvků kolektivismu. V obci funguje zdravotní ordinace, knihovna, zařízení předškolní péče o děti.

## Demografie
Podle údajů z roku 2014 tvořili naprostou většinu obyvatel v Ejn ha-Choreš Židé – cca 700 osob (včetně statistické kategorie "ostatní", která zahrnuje nearabské obyvatele židovského původu ale bez formální příslušnosti k židovskému náboženství, cca 800 osob).
Jde o menší sídlo vesnického typu s dlouhodobě rostoucí populací. K 31. prosinci 2014 zde žilo 753 lidí. Během roku 2014 populace stoupla o 1,1 %.
| Rok            | 1948 | 1961 | 1972 | 1983 | 1995 | 2001 | 2003 | 2004 | 2005 | 2006 | 2007 | 2008 | 2009 | 2010 | 2011 | 2012 | 2013 | 2014 |
| -------------- | ---- | ---- | ---- | ---- | ---- | ---- | ---- | ---- | ---- | ---- | ---- | ---- | ---- | ---- | ---- | ---- | ---- | ---- |
| Počet obyvatel | 475  | 580  | 675  | 773  | 714  | 716  | 711  | 721  | 717  | 728  | 734  | 739  | 721  | 709  | 728  | 733  | 745  | 753  |

## Slavní rodáci
- Benny Morris (* 1948) – historik
- Omer Bartov (* 1954) – historik